# Homo hop
Homo hop (LGBTQ+ hip hop) − podgatunek muzyki hip-hopowej wykonywany przez artystów ze środowiskia LGBT, czyli lesbijki, geje, osoby biseksualne, osoby transpłciowe itp. Neva Chonin, krytyk tego gatunku muzyki, określił LGBTQ+ hip hop jako "globalny ruch" gejowskich raperów, MC oraz fanów tej muzyki w celu zaistnienia na rynku muzycznym i protestu wobec dystrybutorów muzyki hip-hopowej, którzy często dopuszczają do wiązania hip-hopu z postawami homofobicznymi.
Istotnym wydarzeniem w historii LGBTQ+ hip hopu pozostaje powstanie imprezy PeaceOUT World Homo Hop Festival, funkcjonującej od roku 2001 na terenie Wschodniego i Zachodniego Wybrzeża Stanów Zjednoczonych. W 2006 roku zrealizowano dokumentalny film poruszający tematykę gejowskiej sceny hip-hopowej − Pick Up the Mic w reżyserii Aleksa Hintona.
Wśród muzyków homo-hopowych wymienia się następujących artystów:
| - Anye Elite - Andy - Cazwell - Deadlee - Deep Dickollective - DJ Petey K - Faggot Kane - God-Des and She - Jonny Makeup - Juba Kalamka | - Katastrophe - Kookee Jenkins - Mélange Lavonne - Mz Fontaine - QBoy - Samantha Ronson - Soce, the Elemental Wizard - Solomon - Tori Fixx - Yo Majesty |